# Plagiothecium mollicaule
Plagiothecium mollicaule là một loài rêu trong họ Plagiotheciaceae. Loài này được R.S. Williams mô tả khoa học đầu tiên năm 1909.